# Алићи (Пљевља)
Алићи је насеље у општини Пљевља у Црној Гори. Према попису из 2003. било је 112 становника (према попису из 1991. било је 125 становника).

## Демографија
У насељу Алићи живи 82 пунолетна становника, а просечна старост становништва износи 38,9 година (40,3 код мушкараца и 37,7 код жена). У насељу има 29 домаћинстава, а просечан број чланова по домаћинству је 3,86.
Становништво у овом насељу веома је хетерогено, а у последња три пописа, примећен је пад у броју становника.
|  |

| Демографија | Демографија | Демографија |
| Година      | Становника  | Становника  |
| ----------- | ----------- | ----------- |
|             |             |             |
|             |             |             |
|             |             |             |
|             |             |             |
| 1948.       | 127         |             |
| 1953.       | 140         |             |
| 1961.       | 153         |             |
| 1971.       | 138         |             |
| 1981.       | 132         |             |
| 1991.       | 125         | 124         |
| 2003.       | 118         | 112         |
|             |             |             |

| Етнички састав према попису из 2003.‍ | Етнички састав према попису из 2003.‍ | Етнички састав према попису из 2003.‍ | Етнички састав према попису из 2003.‍ | Етнички састав према попису из 2003.‍ |
| ------------------------------------ | ------------------------------------ | ------------------------------------ | ------------------------------------ | ------------------------------------ |
|                                      |                                      |                                      |                                      |                                      |
| Срби                                 | Срби                                 |                                      | 41                                   | 36,60%                               |
| Муслимани                            | Муслимани                            |                                      | 40                                   | 35,71%                               |
| Бошњаци                              | Бошњаци                              |                                      | 16                                   | 14,28%                               |
| Црногорци                            | Црногорци                            |                                      | 15                                   | 13,39%                               |
| непознато                            | непознато                            |                                      | 0                                    | 0,0%                                 |

| Година пописа     | 1948. | 1953. | 1961. | 1971. | 1981. | 1991. | 2003. |
| ----------------- | ----- | ----- | ----- | ----- | ----- | ----- | ----- |
| Број домаћинстава | 26    | 28    | 29    | 27    | 30    | 33    | 30    |

| Број чланова      | 1  | 2 | 3 | 4 | 5 | 6 | 7 | 8 | 9 | 10 и више | Просек |
| ----------------- | -- | - | - | - | - | - | - | - | - | --------- | ------ |
| Број домаћинстава | 29 | 3 | 5 | 7 | 4 | 2 | 4 | 4 | 0 | 0         | 0      |

| Пол    | Укупно | Неожењен/Неудата | Ожењен/Удата | Удовац/Удовица | Разведен/Разведена | Непознато |
| ------ | ------ | ---------------- | ------------ | -------------- | ------------------ | --------- |
| Мушки  | 40     | 10               | 27           | 2              | 0                  | 1         |
| Женски | 44     | 7                | 28           | 9              | 0                  | 0         |
| УКУПНО | 84     | 17               | 55           | 11             | 0                  | 1         |

| Пол    | Укупно                    | Пољопривреда, лов и шумарство | Рибарство                            | Вађење руде и камена | Прерађивачка индустрија       |
| ------ | ------------------------- | ----------------------------- | ------------------------------------ | -------------------- | ----------------------------- |
| Мушки  | 17                        | 4                             | 0                                    | 0                    | 1                             |
| Женски | 4                         | 0                             | 0                                    | 0                    | 0                             |
| УКУПНО | 21                        | 4                             | 0                                    | 0                    | 1                             |
| Пол    | Производња и снабдевање   | Грађевинарство                | Трговина                             | Хотели и ресторани   | Саобраћај, складиштење и везе |
| Мушки  | 3                         | 2                             | 3                                    | 0                    | 0                             |
| Женски | 0                         | 0                             | 2                                    | 0                    | 0                             |
| УКУПНО | 3                         | 2                             | 5                                    | 0                    | 0                             |
| Пол    | Финансијско посредовање   | Некретнине                    | Државна управа и одбрана             | Образовање           | Здравствени и социјални рад   |
| Мушки  | 0                         | 0                             | 1                                    | 2                    | 0                             |
| Женски | 0                         | 0                             | 0                                    | 2                    | 0                             |
| УКУПНО | 0                         | 0                             | 1                                    | 4                    | 0                             |
| Пол    | Остале услужне активности | Приватна домаћинства          | Екстериторијалне организације и тела | Непознато            | Непознато                     |
| Мушки  | 1                         | 0                             | 0                                    | 0                    | 0                             |
| Женски | 0                         | 0                             | 0                                    | 0                    | 0                             |
| УКУПНО | 1                         | 0                             | 0                                    | 0                    | 0                             |